# Andre Iguodala
Andre Tyler Iguodala (28 de janeiro de 1984) é um ex-jogador americano de basquete profissional.
Ele foi selecionado para o All-Star Game da NBA de 2012 e foi nomeado duas vezes para a Equipe Defensiva da NBA. Ele ganhou quatro títulos da NBA com o Golden State Warriors e foi nomeado o MVP da Finais da NBA em 2015. Ele também ganhou a medalha de ouro pela Seleção Americana de Basquete no Campeonato Mundial de 2010 e nos Jogos Olímpicos de 2012.
Iguodala foi selecionado pelo Philadelphia 76ers como a nona escolha geral no Draft da NBA de 2004. Ele jogou pelos 76ers até o verão de 2012, quando se juntou ao Denver Nuggets em uma troca de quatro equipes. Ele foi adquirido pelo Golden State em 2013. Na temporada de 2014-15, ele se tornou reserva pela primeira vez em sua carreira, mas conquistou o MVP das Finais depois de retornar ao time titular no meio das finais.
Em fevereiro de 2019, Iguodala foi eleito primeiro vice-presidente da Associação de Jogadores da NBA (NBPA). Ele substituiu LeBron James nesse papel. Ele já havia atuado como vice-presidente do comitê executivo da NBPA a partir de 2013.

## Início da vida e carreira no ensino médio
Iguodala nasceu em Springfield, Illinois. Seu irmão mais velho, Frank, jogou no Lake Land College em Illinois. Sua mãe é afro-americana, enquanto seu pai é nigeriano. Enquanto crescia, Iguodala torceu pelo Chicago Bulls e ele cita Michael Jordan como o jogador que ele admirava.
Iguodala estudou no ensino médio na Lanphier High School em Springfield, Illinois, uma escola que produziu outros atletas notáveis, incluindo o jogador de beisebol Robin Roberts e o jogador de basquete Kevin Gamble. Como veterano em 2002, Iguodala levou o time de basquete de Lanphier a um segundo lugar no torneio estadual Classe AA da Illinois High School Association. Naquela temporada, ele teve médias de 23,5 pontos, 7,8 rebotes e 4,1 assistências. Ele foi nomeado Jogador do Ano do Chicago Sun-Times e para a Segunda-Equipe Parade All-American e Nike All-American. Iguodala também foi finalista do prêmio Mr. Basketball de Illinois, que foi concedido a Dee Brown. Sua camisa na escola está agora aposentada.
Durante o verão de 2000, Iguodala chamou a atenção de treinadores de todo o país após ser nomeado o MVP do torneio nacional da AAU. Em 2002, ele jogou no Jordan Brand Classic em Washington, D.C. Em 22 minutos, ele registrou seis pontos, cinco rebotes, duas assistências, três roubos e um bloqueio.
Considerado um recruta de quatro estrelas pela Scout.com, Iguodala foi listado como o 6º melhor Ala e o 26º melhor jogador no país em 2002.

## Carreira universitária
Iguodala inicialmente assinou uma Carta Nacional de Intenção para jogar na Universidade do Arkansas. Ele tinha reduzido sua lista de universidades desejadas para duas: Kansas ou Arkansas. Iguodala visitou o campus do Arkansas e ficou impressionado com seu grande ginásio e o número de fãs em um treino. No entanto, depois que o treinador Nolan Richardson foi demitido naquele ano, Iguodala decidiu frequentar o Arizona. No Arizona, juntou-se aos futuros jogadores da NBA, Channing Frye, Luke Walton, Mustafa Shakur, Salim Stoudamire e Hassan Adams. Muitas universidades consideravam Iguodala como uma estrela do atletismo que virou jogador de basquete, mas o companheiro de equipe Luke Walton disse: "Ele será um dos melhores jogadores que já saiu de Arizona". Ele foi nomeado para a Equipe de Novatos da Pac-10 na temporada de 2002-03. Em seu primeiro ano, ele rapidamente se estabeleceu como um dos melhores jogadores da equipe, ficando no top 5 de sua equipe em quase todas as categorias principais.
Em seu segundo ano, na temporada de 2003-04, Iguodala foi nomeado MVP da equipe após liderar em rebotes, assistências e roubos. Ele também foi selecionado para a Primeira-Equipe da Pac-10 e foi nomeado como Menção Honrosa All-America pela Associated Press. Ele teve três triplos-duplos naquela temporada, juntando-se a Jason Kidd como os dois únicos jogadores na história do Pac-10 a ter dois ou mais triplos-duplos em uma temporada. Durante sua carreira no Arizona, os Wildcats chegaram ao Torneio da NCAA nas duas temporadas. Em seu primeiros ano, os Wildcats foram derrotados no Elite Oito pelo Kansas. Em seu segundo ano, Arizona foi derrotado na Primeira Rodada por Seton Hall. Após registrar 594 pontos, 409 rebotes e 95 roubos em 62 jogos, ele decidiu entrar no Draft da NBA. Após a temporada, Iguodala assinou com o agente Rob Pelinka, co-fundador da Landmark Sports Agency, que havia representado Kobe Bryant, Carlos Boozer e Gerald Wallace.

## Carreira profissional

### Philadelphia 76ers (2004-2012)

#### Novato

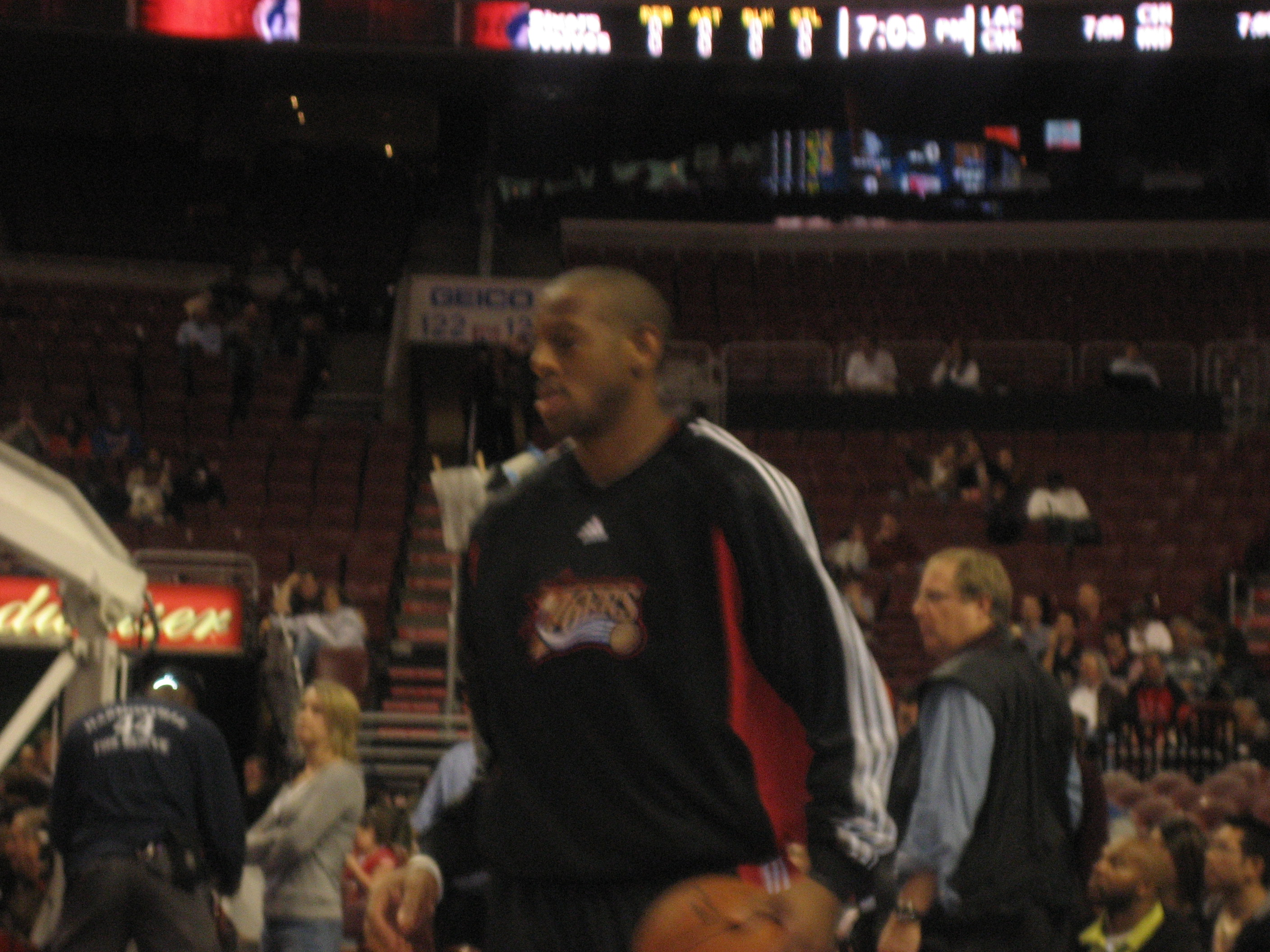
Iguodala se aquecendo antes de um jogo para o Philadelphia 76ers.

Iguodala foi selecionado pelo Philadelphia 76ers como a 9º escolha geral no Draft da NBA de 2004. Quando Iguodala foi selecionado, o comentarista da ESPN, Dick Vitale, comentou que foi um erro dos Sixers, dizendo que "Iguodala era um atirador de 27% da linha de três pontos. Ele não vai poder jogar", Iguodala usou isso como motivação no que provou ser uma temporada de estreia muito produtiva. 
Ele foi para o time titular durante sua temporada de estreia e foi o único jogador dos 76ers a jogar e ser titular em todos os 82 jogos da temporada regular, tornando-se um alvo favorito dos passes de Allen Iverson, muitas vezes conectando-se em dunks de destaque ou alley-oops de Iverson. Iguodala provou sua versatilidade, já que ele foi o único novato dos 76ers a registrar um triplo-duplo naquela temporada, fazendo isso contra o atual campeão Detroit Pistons. No jogo, ele registrou 10 pontos, 10 rebotes e 10 assistências. 
Durante a temporada, ele teve médias de 9 pontos, 5,7 rebotes, 3 assistências, 1,7 roubos em 32,8 minutos. Seus esforços foram recompensados quando ele foi nomeado para a Primeira-Equipe de Novatos e para o Desafio de Novatos do All-Star Weekend. Ele terminou em quarto lugar na votação para o Novato do Ano da NBA.

#### Segunda temporada

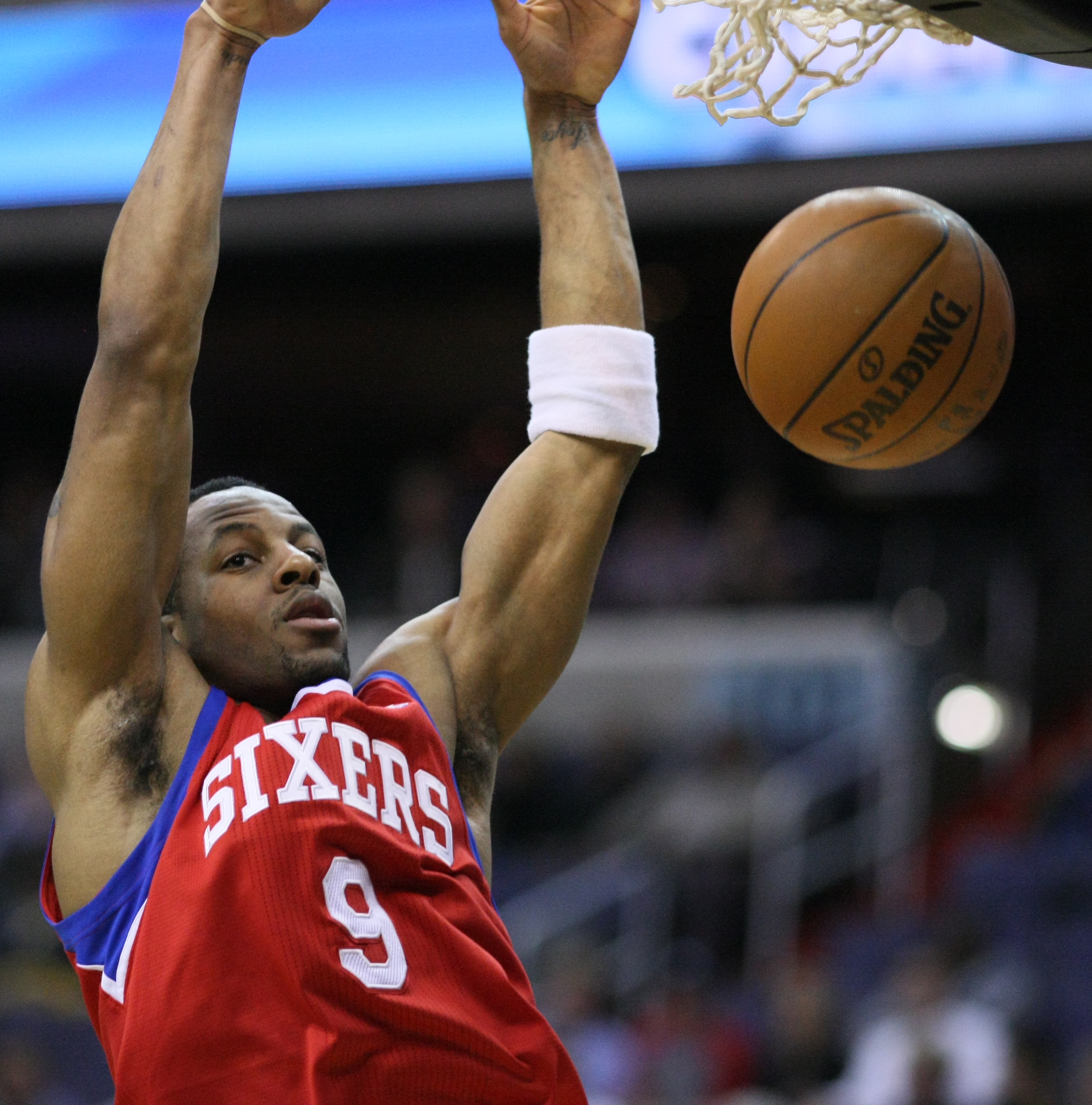
Iguodala competiu no Concurso de Enterradas de 2006.

Assim como na temporada anterior, Iguodala foi o único jogador dos Sixers a jogar e ser titular em todos os 82 jogos. 
Em 17 de fevereiro de 2006, no Desafio de Novatos, Iguodala ganhou o Prêmio de MVP por seu desempenho de 30 pontos. Um dia depois, ele participou do Concurso de Enterradas e perdeu para Nate Robinson.
Ele teve médias de 12,3 pontos e 5,9 rebotes.

#### Temporada de 2006-07
Depois que Allen Iverson foi negociado com o Denver Nuggets e Chris Webber foi dispensado, Iguodala teria que se acostumar com seu novo papel de liderança com nos 76ers. Na época da dispensa de Webber, os Sixers estavam com um recorde de 9-26 (Iverson só jogou 15 jogos antes de ser negociado). 
Iguodala teve média de 40,3 minutos, liderou os Sixers para um recorde de 35-47 e quase conquistou a última vaga para os playoffs. Ele terminou a temporada com médias de 18,2 pontos, 5,7 rebotes e 5,7 assistências. Ele foi um dos quatro jogadores a ter uma média de pelo menos 18 pontos, 5 rebotes e 5 assistências, com os outros sendo LeBron James, Kobe Bryant e Tracy McGrady.

#### Temporada de 2007–08
Iguodala teve um início de temporada lento, chegando a um ponto em que liderava o campeonato em turnovers. Ele começou a melhor com o passar da temporada, levando os 76ers a uma vaga nos playoffs. A equipe terminou a temporada com um recorde de 40-42, vencendo 22 de seus últimos 29 jogos. 
Iguodala jogou os 82 jogos e teve médias de 19,9 pontos, 5,4 rebotes e 4,8 assistências, o recorde de sua carreira.
Nos playoffs, os Sixers perderam na primeira rodada para os Pistons. Iguodala teve uma série ruim, tendo uma média de apenas 13 pontos por jogo. 
Em 12 de agosto de 2008, Iguodala supostamente concordou em uma extensão do contrato de US $ 80 milhões por seis anos com os Sixers. Ele assinou oficialmente em 17 de agosto de 2008. O contrato tinha US $ 5 milhões em bônus.

#### Temporada de 2008-09

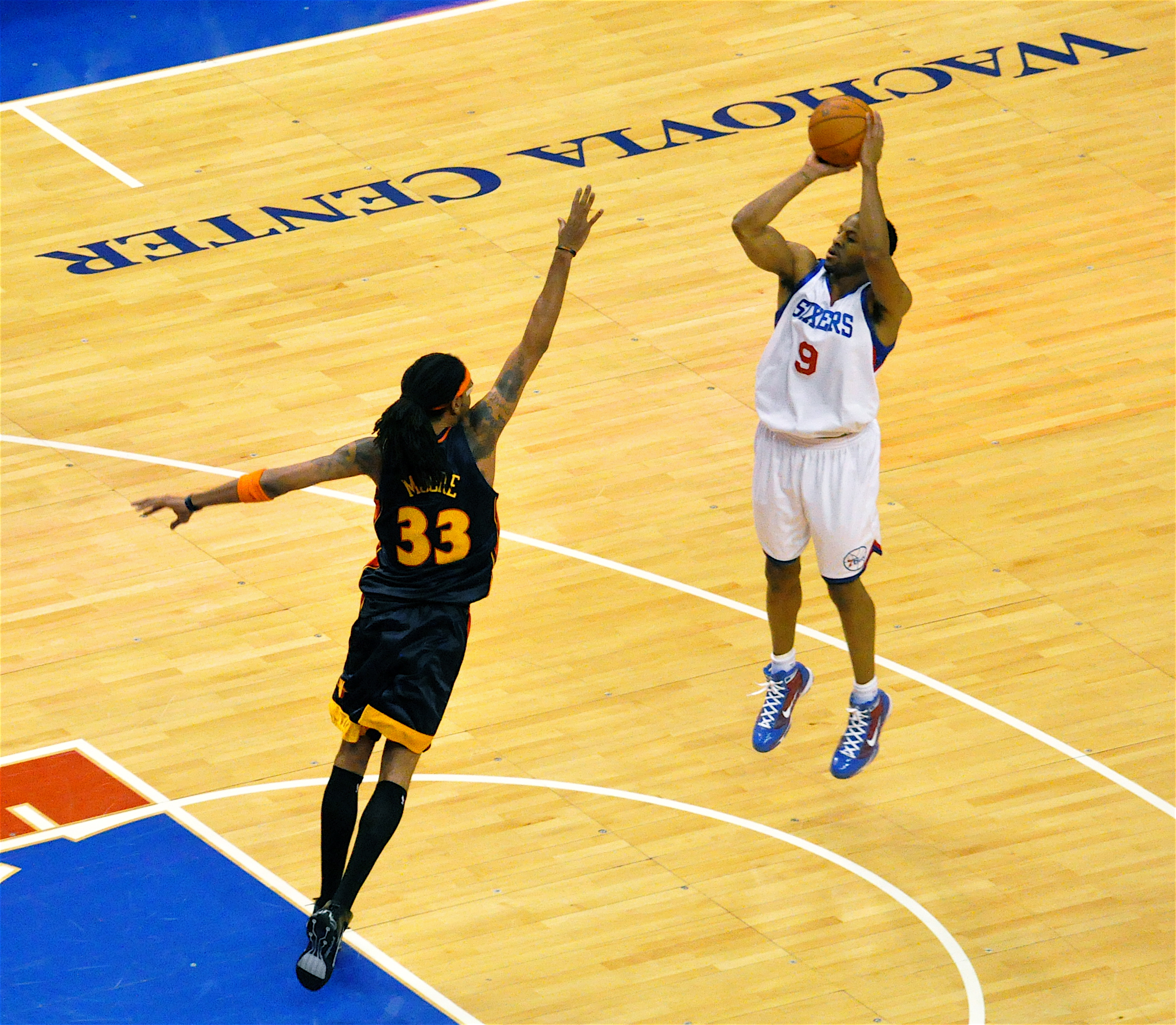
Iguodala tenta uma cesta enquanto é marcado por Mikki Moore.

No início da temporada, Iguodala estava em uma equipe dos Sixers com grandes expectativas depois de contratar Elton Brand e ver o sucesso de Thaddeus Young, sua escolha de draft da temporada anterior. 
Iguodala se tornou uma peça importante na temporada de 2008-09, tornando-se mais ativo como um facilitador na parte ofensiva. No início da temporada, Philadelphia estava mal, o que levou à saída do treinador Maurice Cheeks. Os 76ers jogaram muito melhor sob o comando de Tony DiLeo. Em seu último ano com o co-capitão e veterano Andre Miller, Iguodala ajudou a levar os Sixers a mais uma vaga nos playoffs, terminando a temporada com um recorde de 41-41. Nos playoffs, os 76ers perderam para o Orlando Magic. 
Em 82 jogos, Iguodala teve médias de 18,8 pontos, 5,7 rebotes e 5,3 assistências.

#### Temporada de 2009-10
Na pré-temporada, o Philadelphia selecionou o armador Jrue Holiday da UCLA no Draft da NBA de 2009. Holiday veio para assumir o vazio deixado após a saída do veterano armador Andre Miller, que havia se juntado ao Portland Trail Blazers. 
Nessa temporada, Iguodala teve suas maiores médias de rebotes, assistências e bloqueios. Ele terminou a temporada com média de 17,1 pontos, 6,5 rebotes, 5,8 assistencias e 1,7 roubos de bola. Os Sixers, no entanto, foram uma grande decepção, tendo um recorde de apenas 27-55 durante a temporada regular e não indo aos playoffs após duas temporadas.

#### Temporada de 2010-11
Entrando na temporada 2010-11 da NBA, esperava-se que os 76ers se recuperassem de sua temporada ruim. A equipe demitiu o treinador Eddie Jordan e trouxeram Doug Collins. Os 76ers também trocaram o veterano Samuel Dalembert para o Sacramento Kings em troca de um jovem Spencer Hawes; os 76ers também adquiriram Andrés Nocioni no negócio. Com a segunda escolha geral no draft, os Sixers selecionaram Evan Turner. 
Philadelphia começou mal a temporada, mas foi uma das melhores equipes na reta final. Durante a temporada, Iguodala foi prejudicado por uma lesão no Aquiles. Apesar disso, os 76ers terminaram com um recorde de 41-41 e a sétima vaga nos playoffs pela Conferência Leste. Durante o ano, Andre foi alvo de vários rumores que o fizeram ser negociado com o Golden State Warriors, Los Angeles Clippers ou Los Angeles Lakers. 
Nos playoffs, Iguodala teve a tarefa de marcar LeBron James e Dwyane Wade na primeira rodada. Os 76ers foram derrotados em 5 jogos. Por seus esforços defensivos ao longo da temporada, Iguodala foi nomeado para a Equipe de Defesa da NBA, embora seus treinadores e companheiros de equipe pressionaram para que ele fizesse parte da Equipe Principal. Ele mostrou sua versatilidade durante a temporada, registrando um recorde da carreira em triplo-duplos. Iguodala foi o segundo, atrás de LeBron James, na lista de mais triplos-duplos durante a temporada de 2010-11.

#### Temporada de 2011-12: All-Star
Durante a greve da NBA de 2011, Iguodala fez um estágio de uma semana com Merrill Lynch.
Aos 28 anos, Iguodala anotou um triplo-duplo de 10 pontos, 10 rebotes e 10 assistências na vitória sobre os Pistons. Mais tarde naquela temporada, ele foi selecionado para seu primeiro All-Star Game como reserva. Sua média de pontuação foi a mais baixa de todos os 24 All-Stars, mas ele foi recompensado por ser o melhor jogador dos 76ers, que lideravam a Divisão Atlântica. 
No final da temporada de 2011-12, ele teve médias de 12,4 pontos, 6,1 rebotes, 5,5 assistências e 1,7 roubos de bola em 35,6 minutos. Ele ajudou o Philadelphia 76ers a conquistar a última vaga nos playoffs. No Jogo 6 dos playoffs dos Sixers contra o Chicago Bulls, ele fez dois lances livres faltando 2,2 segundos para vencer o jogo e ajudar os Sixers a chegar a primeira vitória da franquia em uma série de playoffs desde 2003. Eles acabaram sendo eliminados pelo Boston Celtics em um emocionante Jogo 7 nas semifinais da Conferência.

### Denver Nuggets (2012–2013)

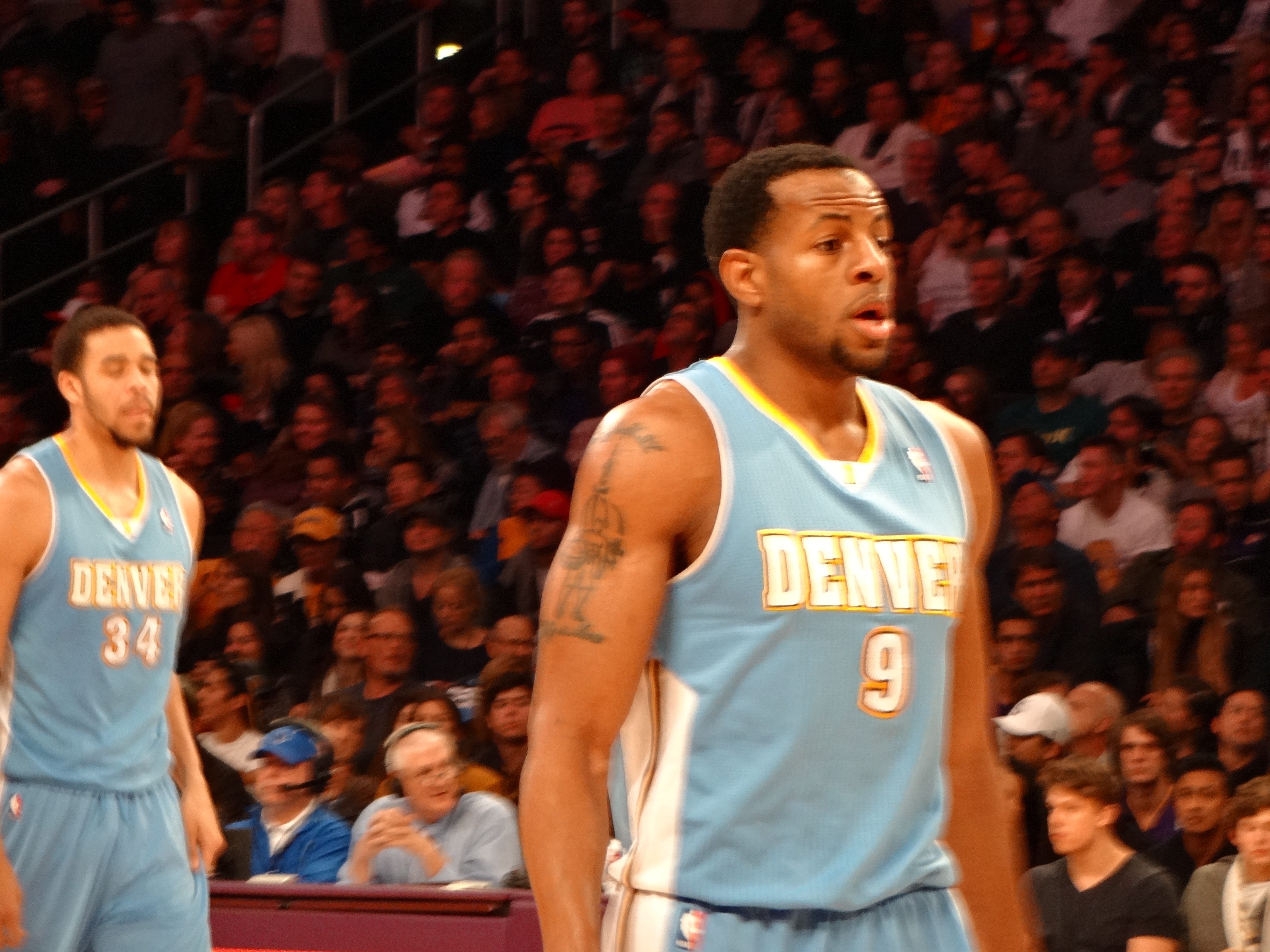
Iguodala como membro do Denver Nuggets.

Em 10 de agosto de 2012, Andre foi negociado com o Denver Nuggets em uma negociação que também envolveu o Los Angeles Lakers e o Orlando Magic. Sua chegada ao Denver levou alguns especialistas da liga a rotular o time como um competidor ao título. 
Na noite de abertura da temporada de 2012-13, Iguodala retornou para jogar com sua ex-equipe. Ele fez 11 pontos na derrota por 84-75 e recebeu uma resposta mista da torcida.
Os Nuggets chegaram aos playoffs com um recorde de 57-25 e uma sequencia de 15 vitórias consecutivas. No entanto, eles foram derrotados na primeira rodada pelo Golden State Warriors, apesar de Iguodala ter tido médias de 18 pontos, 8 rebotes, 5,3 assistências e 2 roubos na série. Isso levou à demissão do técnico dos Nuggets, George Karl, que tinha acabado de ganhar o prêmio de Treinador do Ano da NBA.

### Golden State Warriors (2013–2019)

#### Temporada de 2013-14
Em julho de 2013, Iguodala recusou um contrato de cinco anos com Denver e aceitou um contrato de quatro anos e 48 milhões com o Golden State Warriors.
Quando jogava contra o Los Angeles Lakers em 23 de novembro de 2013, Iguodala esticou o tendão esquerdo no final do terceiro quarto. Infelizmente, ele perdeu doze jogos consecutivos. Em 17 de dezembro de 2013, ele voltou a ação em um jogo contra o New Orleans Pelicans. 
Em sua primeira temporada pelos Warriors, ele teve médias de 9.3 pontos, 4.7 rebotes e 4.2 assistências. Por suas contribuições defensivas, ele foi nomeado para a Primeira-Equipe de Defesa da NBA.

#### Temporada de 2014-15: MVP das finais da NBA

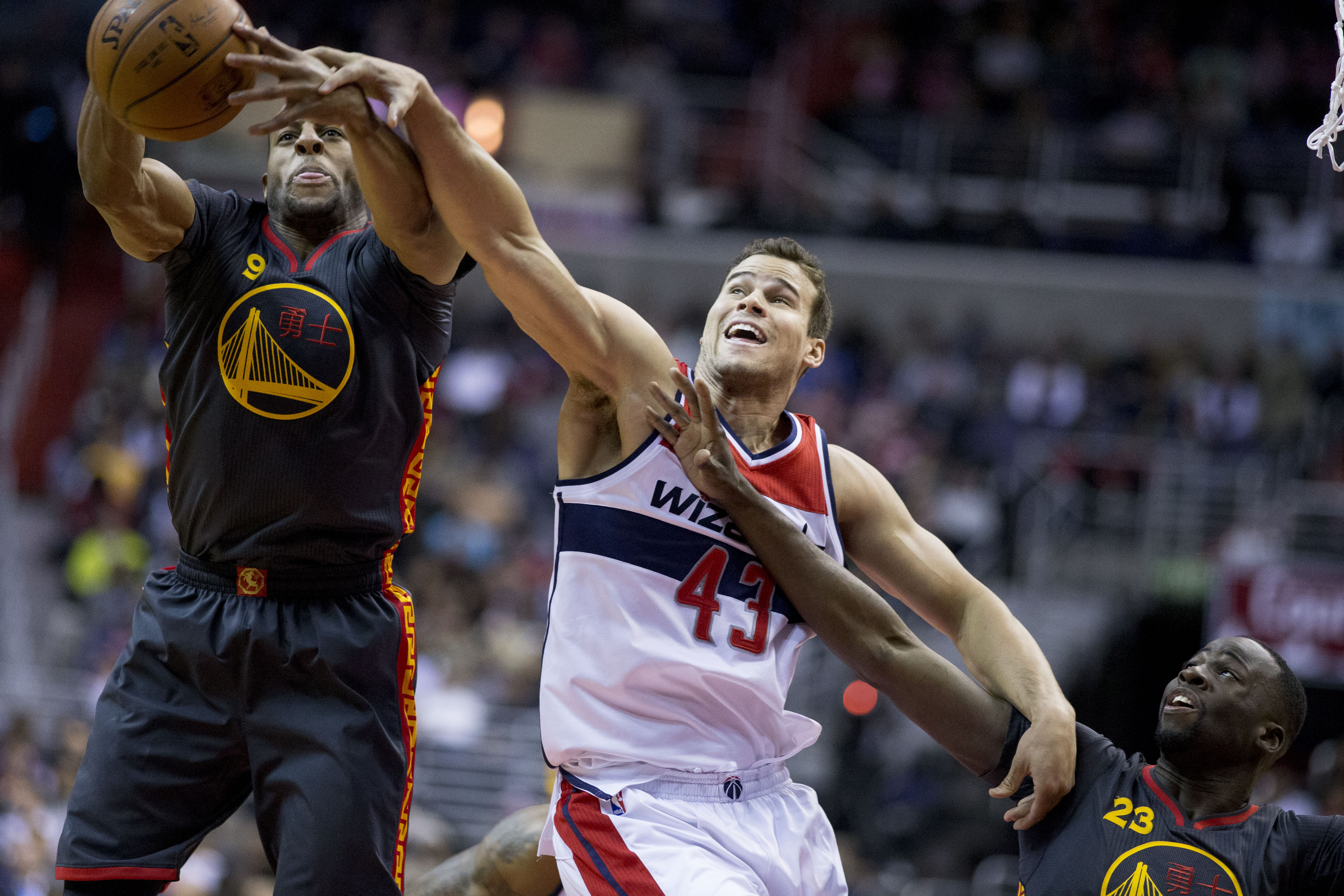
Iguodala brigando pela bola

Entrando na temporada de 2014-15, o técnico dos Warriors, Steve Kerr, optou por transferir Iguodala da equipe titular para o posto de sexto homem. Desde que entrou na NBA, Iguodala havia jogada em 806 jogos como titular, sem nunca ser reserva.
Os Warriors avançaram para as finais da NBA de 2015 para enfrentar o Cleveland Cavaliers, onde ele foi o melhor defensor da equipe contra LeBron James. Com o Golden State perdendo por 2-1 na série, Iguodala fez seu primeiro jogo como titular na temporada, substituindo Andrew Bogut no Jogo 4. Ele marcou 22 pontos em 8 de 15 arremessos, que incluíram quatro cestas de 3 pontos. Essa formação dos Warriors, que ficou conhecida como Death Lineup, ajudou a virar a série. Os Warriors derrotaram os Cavaliers em seis jogos e Iguodala foi nomeado o MVP das Finais, tornando-se o primeiro jogador a ganhar o prêmio sem iniciar um jogo durante a temporada regular. Ele também foi o primeiro MVP a não ter começado todos os jogos nas Finais. Ele terminou a série com médias de 16,3 pontos, 4 assistências e 5,8 rebotes. Quando Iguodala estava no jogo, James fez apenas 38,1% de seus arremessos.

#### Temporada de 2015-16

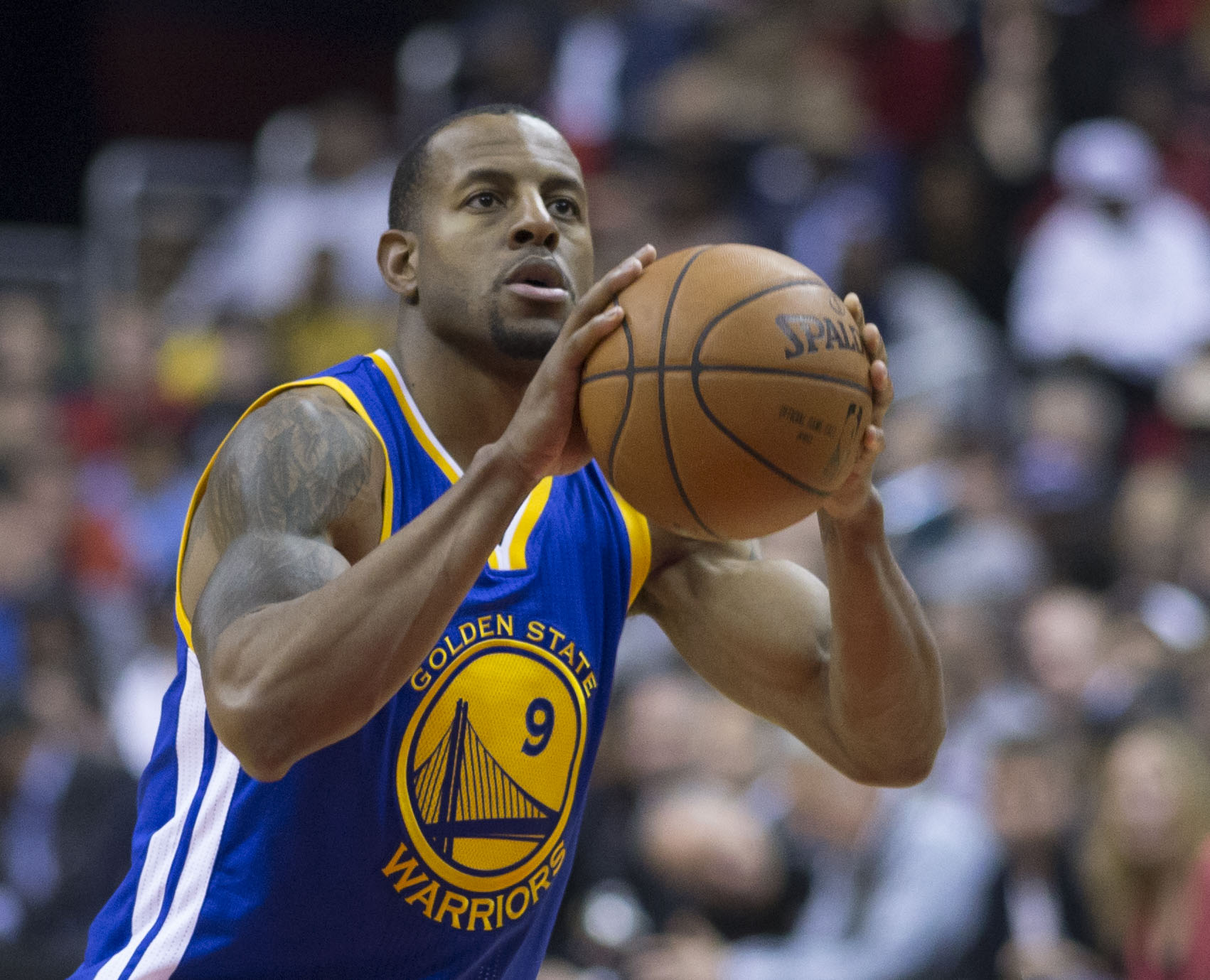
Iguodala em 2016

Em 11 de novembro de 2015, Iguodala marcou 20 pontos contra o Memphis Grizzlies para ajudar os Warriors a começar a temporada com um recorde 9-0. A sequencia terminou após 24 vitórias, quando perderam para o Milwaukee Bucks por 108-95 em 12 de dezembro. Uma lesão no tornozelo sofrida no início de março forçou Igoudala a perder 13 jogos seguidos.
Os Warriors terminaram a temporada regular com um recorde de 73-9, o melhor recorde da história da NBA, e Iguodala terminou como vice-campeão do Prêmio de Sexto Homem do Ano da NBA de 2015-16.
Na primeira rodada dos playoffs, os Warriors enfrentaram o Houston Rockets, e em uma vitória no Jogo 4, Iguodala marcou 22 pontos. Os Warriors derrotam os Rockets em cinco jogos. Na segunda rodada, Iguodala ajudou os Warriors a derrotar o Portland Trail Blazers em cinco jogos para se classificar para as Finais da Conferência Oeste. No Jogo 6 contra OKC, o trabalho defensivo de Iguodala em Kevin Durant e Russell Westbrook foi fundamental para os Warriors forçar o Jogo 7. No Jogo 7, Iguodala foi titular no lugar de Harrison Barnes e novamente marcou Kevin Durant. Com uma vitória no Jogo 7, os Warriors passaram para as Finais da NBA contra os Cavaliers pelo segundo ano consecutivo.
Apesar dos Warriors terem aberto uma vantagem de 3-1 na série após uma vitória no Jogo 4, eles perderam a série em sete jogos e se tornaram o primeiro time na história da NBA a perder depois de estar em 3-1. No Jogo 7, com o placar empatado em 89, Iguodala sofreu um bloqueio de LeBron James que ficou conhecida como "The Block".

#### Temporada de 2016-17: segundo título
Em 28 de novembro de 2016, Iguodala registrou 12 pontos, cinco rebotes e cinco assistências na vitória por 105-100 sobre o Atlanta Hawks, ajudando os Warriors a iniciar a temporada com um recorde de 16-2.
Em fevereiro de 2017, o seu agente, Rob Pelinka, foi nomeado como o novo gerente geral do Los Angeles Lakers; Iguodala optou por permanecer na Landmark Sports Agency e o co-fundador Brandon Rosenthal assumiu como agente dele.
Em 13 de março de 2017, ele foi multado em US$ 10.000 pela NBA por usar linguagem racialmente destemperada em uma entrevista após a derrota dos Warriors para o Minnesota Timberwolves em 10 de março.
Os Warriors terminaram a temporada com um recorde de 67-15. Após uma vitória por 129-115 no Jogo 4 das Finais da Conferência Oeste sobre o San Antonio Spurs, os Warriors chegaram à sua terceira Finais da NBA consecutiva. Iguodala foi um dos principais jogadores durante as Finais da NBA de 2017, muitas vezes marcando LeBron James, e ajudou os Warriors a vencer o título derrotando os Cavaliers em cinco jogos.

#### Temporada de 2017-18: terceiro título
Iguodala entrou na off-season de 2017 como agente livre e realizou reuniões com várias equipes, incluindo Los Angeles Lakers, San Antonio Spurs, Sacramento Kings e Houston Rockets. Em 25 de julho de 2017, Iguodala re-assinou com os Warriors em um contrato de três anos e 48 milhões de dólares.
Em 11 de dezembro de 2017 contra o Portland Trail Blazers, Iguodala jogou seu milésimo jogo na temporada regular, tornando-se um dos 126 jogadores na história da NBA a realizar o feito.
Ele jogou no Jogo 3 das Finais da NBA de 2018 depois de perder os últimos quatro jogos das Finais da Conferência Oeste e os dois primeiros jogos das Finais da NBA com uma contusão na perna esquerda. Os Warriors venceram seu terceiro título em quatro anos com uma vitória por 4-0 sobre os Cavaliers.

#### Temporada de 2018-19
Iguodala teve médias de 5,7 pontos, 3,7 rebotes e 3,2 assistências na temporada regular. Durante os playoffs, ele aumentou suas médias para 9,8 pontos, 4,3 rebotes e 4,0 assistências, enquanto também foi titular na maioria dos jogos. Depois de ser titular em nove jogos consecutivos, ele perdeu o Jogo 4 nas finais da conferência contra o Portland Trail Blazers com uma lesão na panturrilha esquerda. Os Warriors voltaram às finais da NBA pela quinta temporada consecutiva, mas perderam em seis jogos para o Toronto Raptors.

### Memphis Grizzlies (2019–2020)
Em 7 de julho de 2019, o Golden State Warriors trocou Iguodala, junto com uma escolha de primeira rodada do draft, para o Memphis Grizzlies por Julian Washburn. Golden State estava de olho em um substituto para Thompson enquanto ele se recuperava de sua lesão e a negociação liberou espaço no teto salarial para eles adquirirem D'Angelo Russell. Depois, os Warriors afirmaram que planejavam eventualmente aposentar a camisa 9 de Iguodala.
Os Grizzlies, que estavam se reconstruindo, chegaram a um acordo antes do campo de treinamento para permitir que Iguodala ficasse longe da equipe e treinasse por conta própria. Memphis esperava uma troca com um candidato aos playoffs. Sua decisão de permanecer fora da equipe atraiu reação dos companheiros de equipe, notavelmente Dillon Brooks e Ja Morant, que classificaram sua recusa como desrespeitosa.

### Miami Heat
Em 6 de fevereiro de 2020, Iguodala foi negociado com o Miami Heat em uma negociação de três equipes junto com Jae Crowder e Solomon Hill com o Memphis Grizzlies e Minnesota Timberwolves. Como parte da troca, ele concordou com uma prorrogação de 2 anos e US$ 30 milhões com Miami.
Em 27 de setembro de 2020, Andre Iguodala se tornou a décima pessoa na história da NBA a chegar a seis finais consecutivas da NBA.

### Retorno ao Golden State
No dia 6 de agosto de 2021 foi anunciado o retorno do ala ao Golden State Warriors onde tinha sido campeão 3 vezes. Ele assinou um contrato mínimo de veterano por 1 ano para a temporada 2021-22. Iggy iria formar novamente a base campeã histórica dos Warriors com Stephen Curry, Klay Thompson e Draymond Green. 

## Carreira na seleção nacional

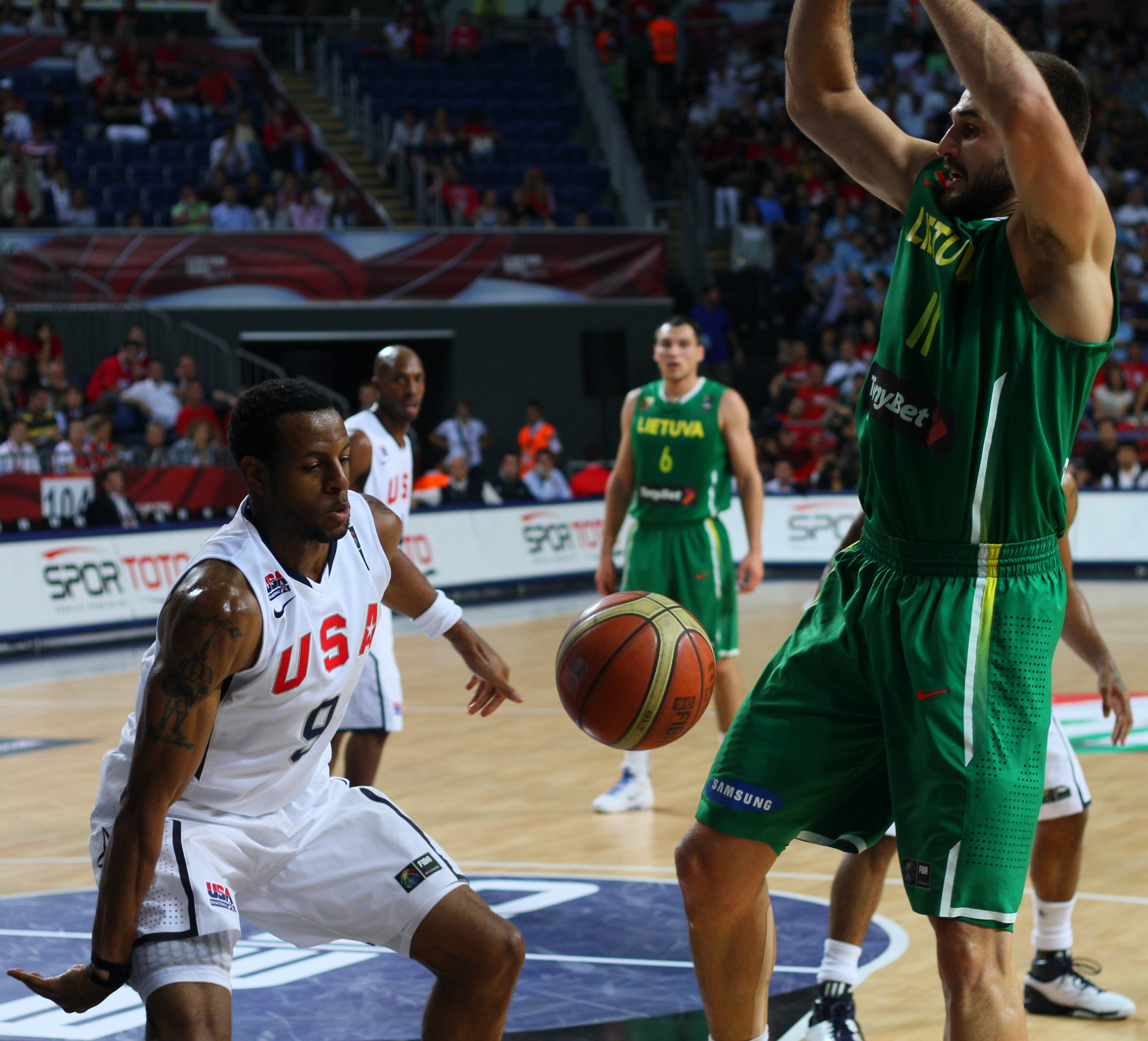
Iguodala (à esquerda) tira a bola de Linas Kleiza como membro do Time dos EUA.

Iguodala foi membro da Seleção Americana no Campeonato Mundial de 2010, ganhando a medalha de ouro.
Iguodala também foi selecionado para a equipe dos Jogos Olímpicos de 2012, em grande parte devido à sua excepcional capacidade defensiva. Ele ajudou o Time EUA a ganhar a medalha de ouro contra a Espanha na vitória por 107-100. O técnico Mike Krzyzewski chamou Iguodala de um dos melhores jogadores da equipe e comparou seu jogo com o de Scottie Pippen.

## Vida pessoal
Em agosto de 2015, Iguodala casou-se com sua namorada de infância, Christina Gutierrez, na One&Only Palmilla em Los Cabos, México. Iguodala tem uma filha, Londres, e um filho, Andre Jr.
Iguodala é cristão. Ele disse: "A fé é algo em que me apoio muito para me dar esse equilíbrio. Eu me certifico de ficar na capela e ter um bom relacionamento com nosso capelão. Isso me mantém focado. Quando as pessoas nos virem na quadra, queremos que vejam o trabalho de Deus. Queremos ser uma boa representação do que acreditamos. Quando você vai lá fora, você não está apenas representando o seu país ou a NBA, você está representando suas crenças. Você quer jogar duro por alguém que morreu por você".
O Sporting News nomeou Iguodala como um dos "Mocinhos de 2006" por estabelecer o Fundo de Ajuda a Desastres Andre Iguodala que arrecadou dinheiro para vítimas de tornados em sua cidade natal, Springfield, Illinois. Mais tarde, ele estabeleceu a Fundação Juvenil Andre Iguodala, cuja missão é usar o esporte como um meio de ajudar os jovens. A organização sediou campos de basquete e o anual "Ação de Graças com Dre", que distribuiu cestas de alimentos para famílias necessitadas.
Ao lado do ex-companheiro de equipe, Stephen Curry, Iguodala é conhecido por ser um ávido golfista. Ele gosta de jogar videogames, particularmente a série NBA 2K. Ele jogou em um torneio montado na festa de lançamento da NBA 2K10 em Nova York contra os outros jogadores da NBA, Nate Robinson, Brook Lopez e Rajon Rondo, e o rapper Wale.
Em março de 2015, a Twice, uma loja de vestuário online de segunda mão, nomeou Iguodala como diretora de estilo menswear.

### Interesses empresariais
Iguodala é um investidor de tecnologia e um dos principais defensores dos atletas da NBA para investir no setor de tecnologia. Sua parceria com empresários no Vale do Silício levou a um evento anual marcado pelo Players Technology Summit. A edição inaugural do evento começou em 2017, onde Iguodala e seu companheiro de equipe, Stephen Curry, foram os anfitriões. A segunda edição viu outros atletas da NBA como Kevin Durant e Jaylen Brown fazerem estreias. O Players Technology Summit, patrocinado pela Bloomberg, foi criado como uma plataforma para definir um discurso e ajudar a moldar conversas para o futuro financeiro dos atletas através de oportunidades no setor de tecnologia.
Juntamente com o sócio Rudy Cline-Thomas, Iguodala conseguiu investir em empresas como Facebook, Twitter e Tesla. Os dois também investiram em pelo menos 25 startups diferentes no setor de tecnologia.
Iguodala é Sócio de Risco do Fundo Catalyst, que investe em fundadores e empreendedores sub-representados de empresas de tecnologia.

### Livros
Em 25 de junho de 2019, Iguodala lançou o seu livro intitulado The Sixth Man: A Memoir.

## Estatísticas

### NBA
| † | Campeão da temporada da NBA |
|   | Líder da liga               |

#### Temporada regular
| Ano      | Equipe       | PJ    | PT  | MPJ  | AP   | 3P   | LL   | RT  | AS  | BR  | TO  | PPJ  |
| -------- | ------------ | ----- | --- | ---- | ---- | ---- | ---- | --- | --- | --- | --- | ---- |
| 2004-05  | Philadelphia | 82    | 82  | 32.8 | .493 | .331 | .743 | 5.7 | 3.0 | 1.7 | .6  | 9.0  |
| 2005-06  | Philadelphia | 82    | 82  | 37.6 | .500 | .354 | .754 | 5.9 | 3.1 | 1.6 | .3  | 12.3 |
| 2006-07  | Philadelphia | 76    | 76  | 40.3 | .447 | .310 | .820 | 5.7 | 5.7 | 2.0 | .4  | 18.2 |
| 2007-08  | Philadelphia | 82    | 82  | 39.5 | .456 | .329 | .721 | 5.4 | 4.8 | 2.1 | .6  | 19.9 |
| 2008-09  | Philadelphia | 82    | 82  | 39.9 | .473 | .307 | .724 | 5.7 | 5.3 | 1.6 | .4  | 18.8 |
| 2009-10  | Philadelphia | 82    | 82  | 38.9 | .443 | .310 | .733 | 6.5 | 5.8 | 1.7 | .7  | 17.1 |
| 2010-11  | Philadelphia | 67    | 67  | 36.9 | .445 | .337 | .693 | 5.8 | 6.3 | 1.5 | .6  | 14.1 |
| 2011-12  | Philadelphia | 62    | 62  | 35.6 | .454 | .394 | .617 | 6.1 | 5.5 | 1.7 | .5  | 12.4 |
| 2012-13  | Denver       | 80    | 80  | 34.7 | .451 | .317 | .574 | 5.3 | 5.4 | 1.7 | .7  | 13.0 |
| 2013-14  | Warriors     | 63    | 63  | 32.4 | .480 | .354 | .652 | 4.7 | 4.2 | 1.5 | .3  | 9.3  |
| 2014-15  | Warriors †   | 77    | 0   | 26.9 | .466 | .349 | .596 | 3.3 | 3.0 | 1.2 | .3  | 7.8  |
| 2015-16  | Warriors     | 65    | 1   | 26.6 | .478 | .351 | .614 | 4.0 | 3.4 | 1.1 | .3  | 7.0  |
| 2016-17  | Warriors †   | 76    | 0   | 26.3 | .528 | .362 | .706 | 4.0 | 3.4 | 1.0 | .5  | 7.6  |
| 2017-18  | Warriors †   | 64    | 7   | 25.3 | .463 | .282 | .632 | 3.8 | 3.3 | .8  | .6  | 6.0  |
| 2018-19  | Warriors     | 68    | 13  | 23.2 | .500 | .333 | .582 | 3.7 | 3.2 | .9  | .8  | 5.7  |
| 2019-20  | Miami        | 21    | 0   | 19.9 | .432 | .298 | .400 | 3.7 | 2.4 | .7  | 1.0 | 4.6  |
| 2020-21  | Miami        | 63    | 5   | 21.3 | .383 | .330 | .658 | 3.5 | 2.3 | .9  | .6  | 4.4  |
| 2021-22  | Warriors †   | 31    | 0   | 19.5 | .380 | .230 | .750 | 3.2 | 3.7 | .9  | .7  | 4.0  |
| 2022-23  | Warriors     | 8     | 0   | 14.1 | .467 | .111 | .667 | 2.1 | 2.4 | .5  | .4  | 2.1  |
| Carreira | Carreira     | 1.231 | 784 | 32.1 | .463 | .330 | .709 | 4.9 | 4.2 | 1.4 | .5  | 11.3 |
| All-Star | All-Star     | 1     | 0   | 14.0 | .857 | .000 | —    | 4.0 | 2.0 | 1.0 | 1.0 | 12.0 |

#### Playoffs
|  | MVP de Finais |

| Ano      | Equipe       | PJ  | PT | MPJ  | AP   | 3P   | LL   | RT  | AS  | BR  | TO  | PPJ  |
| -------- | ------------ | --- | -- | ---- | ---- | ---- | ---- | --- | --- | --- | --- | ---- |
| 2005     | Philadelphia | 5   | 5  | 38.4 | .465 | .333 | .500 | 4.6 | 3.0 | 2.8 | 1.0 | 9.8  |
| 2008     | Philadelphia | 6   | 6  | 39.0 | .333 | .143 | .721 | 4.8 | 5.0 | 2.2 | .2  | 13.2 |
| 2009     | Philadelphia | 6   | 6  | 44.8 | .449 | .393 | .652 | 6.3 | 6.7 | 1.8 | .0  | 21.5 |
| 2011     | Philadelphia | 5   | 5  | 36.4 | .423 | .214 | .714 | 7.0 | 6.8 | 1.0 | .4  | 11.4 |
| 2012     | Philadelphia | 13  | 13 | 38.8 | .384 | .388 | .589 | 5.7 | 3.7 | 1.5 | .4  | 12.9 |
| 2013     | Denver       | 6   | 6  | 40.5 | .500 | .483 | .720 | 8.0 | 5.3 | 2.0 | .3  | 18.0 |
| 2014     | Warriors     | 7   | 7  | 35.4 | .516 | .533 | .606 | 4.7 | 4.4 | 1.3 | .3  | 13.1 |
| 2015     | Warriors †   | 21  | 3  | 30.2 | .474 | .354 | .415 | 4.5 | 3.6 | 1.2 | .3  | 10.4 |
| 2016     | Warriors     | 24  | 3  | 32.0 | .476 | .385 | .561 | 4.4 | 3.8 | 1.2 | .4  | 8.9  |
| 2017     | Warriors †   | 16  | 0  | 26.2 | .455 | .190 | .577 | 4.1 | 3.2 | .9  | .4  | 7.2  |
| 2018     | Warriors †   | 15  | 12 | 26.7 | .494 | .378 | .706 | 4.5 | 2.7 | 1.4 | .5  | 8.1  |
| 2019     | Warriors     | 21  | 15 | 30.0 | .494 | .350 | .378 | 4.3 | 4.0 | 1.1 | 1.1 | 9.8  |
| 2020     | Miami        | 21  | 0  | 19.5 | .462 | .359 | .714 | 2.6 | 1.5 | .8  | .6  | 3.8  |
| 2021     | Miami        | 4   | 0  | 17.8 | .545 | .429 | .000 | 3.0 | 1.3 | 1.0 | .5  | 3.8  |
| 2022     | Warriors †   | 7   | 0  | 8.7  | .444 | .333 | .667 | 1.0 | 1.7 | 0.0 | .3  | 1.6  |
| Carreira | Carreira     | 177 | 81 | 29.8 | .458 | .355 | .583 | 4.4 | 3.5 | 1.2 | .5  | 9.4  |

#### Basquete universitário
| Ano      | Equipe   | PJ | PT | MPJ  | AP   | 3P   | LL   | RT  | AS  | BR  | TO | PPJ  |
| -------- | -------- | -- | -- | ---- | ---- | ---- | ---- | --- | --- | --- | -- | ---- |
| 2002–03  | Arizona  | 32 | 4  | 19.2 | .381 | .205 | .670 | 4.9 | 2.1 | 1.5 | .6 | 6.4  |
| 2003–04  | Arizona  | 30 | 30 | 32.1 | .450 | .315 | .788 | 8.4 | 4.9 | 1.6 | .4 | 12.9 |
| Carreira | Carreira | 62 | 43 | 25.6 | .415 | .260 | .729 | 6.6 | 3.5 | 1.5 | .5 | 9.6  |

## Prêmios e homenagens
- NBA:
  - 4 vezes Campeão da NBA: 2015, 2017, 2018 e 2022
  - NBA Finals Most Valuable Player (MVP das Finais): 2015
  - NBA All-Star: 2012
  - 2 vezes NBA All-Defensive Team:
    - Primeiro time: 2014
    - Segundo time: 2011

  - NBA All-Rookie Team:
    - Primeiro time: 2005

  - Número 9 aposentada pelo Golden State Warriors
- Seleção dos Estados Unidos:
  - Jogos Olímpicos:
    -  Medalha de Ouro 2012

  - FIBA World Championship:
    -  Medalha de Ouro 2010